# Nadhour
Nadhour o En-Nadhour (àrab: النَاظُور, an-Nāẓūr) és una localitat de Tunísia a la governació de Zaghouan, uns 25 km en línia recta al sud de la ciutat de Zaghouan. La ciutat té uns 5000 habitants i és capçalera d'una delegació amb 25.240 habitants.

## Economia
Es troba en una plana amb activitat bàsicament agrícola. A 2 km a l'oest es troba la vila de Zouagha.

## Administració
Com a delegació o mutamadiyya, duu el codi geogràfic 16 55 (ISO 3166-2:TN-12) i està dividida en cinc sectors o imades:
- En Nadhour (16 55 51)
- Aïn El Batthoum (16 55 52)
- Saouar (16 55 53)
- Bir Chaouch (16 55 54)
- Sougas (16 55 55)

Al mateix temps, forma una municipalitat o baladiyya (codi geogràfic 16 16).